# Asperula brevifolia
Asperula brevifolia är en måreväxtart som beskrevs av Étienne Pierre Ventenat. Asperula brevifolia ingår i släktet färgmåror, och familjen måreväxter. Inga underarter finns listade i Catalogue of Life.